# Присвоение
Присвое́ние — преступление против собственности, самостоятельная форма хищения, заключающееся в изъятии, обособлении вверенных виновному товарно-материальных ценностей и обращении их в свою пользу либо в пользу других лиц путем установления над ними их незаконного владения.

## Определение деяния
Современное российское уголовное право рассматривает сущность присвоения как экономическое перемещение имущества из владения собственника, теряющего над ним в силу этого свою власть, в незаконное физическое обладание виновным, которому оно было вверено самим собственником. Виновный получает фактическую возможность распоряжаться этим имуществом и пользоваться им по своему усмотрению. 
При этом присвоение и растрата являются самостоятельными формами хищения и не являются синонимами. 
В процессе хищения вверенного виновному имущества, растрата может осуществляться как с совершением присвоения в результате обмана (мошенничества) собственника имущества, так и без него. То есть растрата вверенного имущества может производиться без незаконного  экономического перемещения имущества из владения собственника в собственность лица которому его доверили. Растрата считается оконченным преступлением только с момента противоправного издержания вверенного имущества (его израсходования, потребления или отчуждения). Присвоение считается оконченным преступлением с момента отчуждения вверенного имущества в собственное пользование. 
При этом присвоение не считается пассивным бездействием, при котором виновное лицо не предпринимало никаких усилий для возврата имущества собственнику:

...Вопреки широко распространенному мнению, присвоение - это не просто "удержание", "невозвращение", "уклонение от возврата" вверенного имущества, которые по своей психофизической ситуации, по своему операционному содержанию и форме всегда являются пассивным поведением, типичной разновидностью бездействия человека. Однако похитить что-либо путем бездействия, как это общепризнано, практически, да и теоретически, невозможно.
Присвоение - тоже форма активного поведения, состоящего в обособлении, т.е. изъятии и обращении похищаемого имущества в свою пользу...— Комментарии к статье 160 УК РФ

## Наказуемость
Присвоение или растрата попадают под действие статьи №160 Уголовного Кодекса Российской Федерации: «Присвоение или растрата». Согласно этой статье, присвоение или растрата наказываются, в зависимости от тяжести преступления, либо штрафом от 120000 рублей (либо в размере дохода виновного за период до года), либо исправительными работами сроком до 1 года, либо лишением свободы сроком до 10 лет. Отягчающими обстоятельствами по данной статье признаётся совершение преступления организованной группой лиц, группой лиц по предварительному сговору, с причинением значительного ущерба пострадавшему либо с использованием служебного положения.
Аналогичным образом в Уголовном Кодексе Республики Казахстан, присвоение или растрата также рассматриваются общей статьёй №176 «Присвоение или растрата», максимальным наказанием за которое следует лишение свободы сроком до 7 лет.

## Исключения
В российском законодательстве, в некоторых случаях присвоение и растрата могут не подпадать под определение хищения. К таковым относятся ситуации когда лицо обвиняемое в растрате вверенного ему имущества, действовало в целях осуществления своего действительного или предполагаемого права на это имущество (к примеру если лицо присвоило и растратило вверенное ему имущество в целях выполнения долгового обязательства, не исполненного собственником  имущества). В данной ситуации виновное лицо привлекается к уголовной ответственности за самоуправство.